# Griechisches Kreuz

Griechisches Kreuz im Wappen des Königreichs Griechenland (bis 1974)

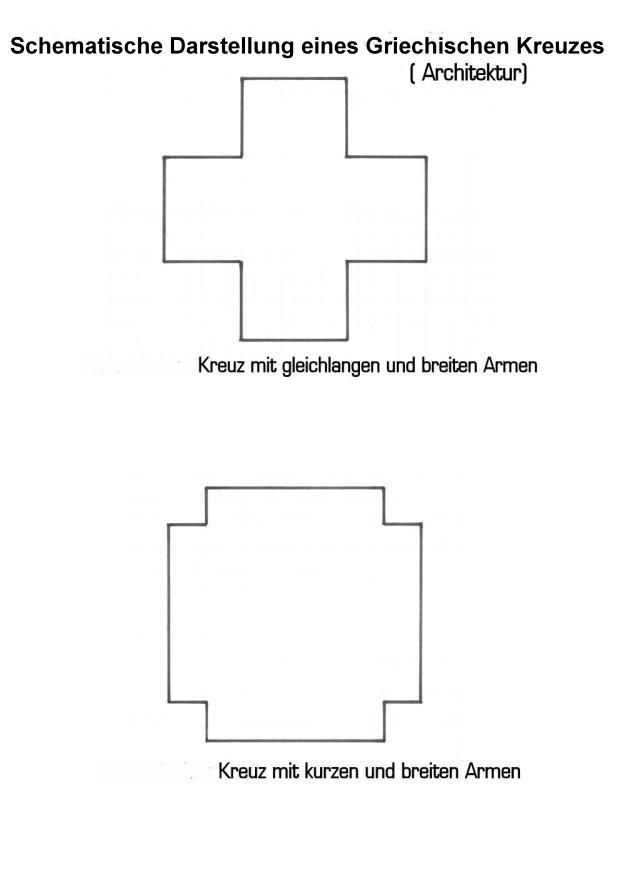
Griechisches Kreuz (Architektur)

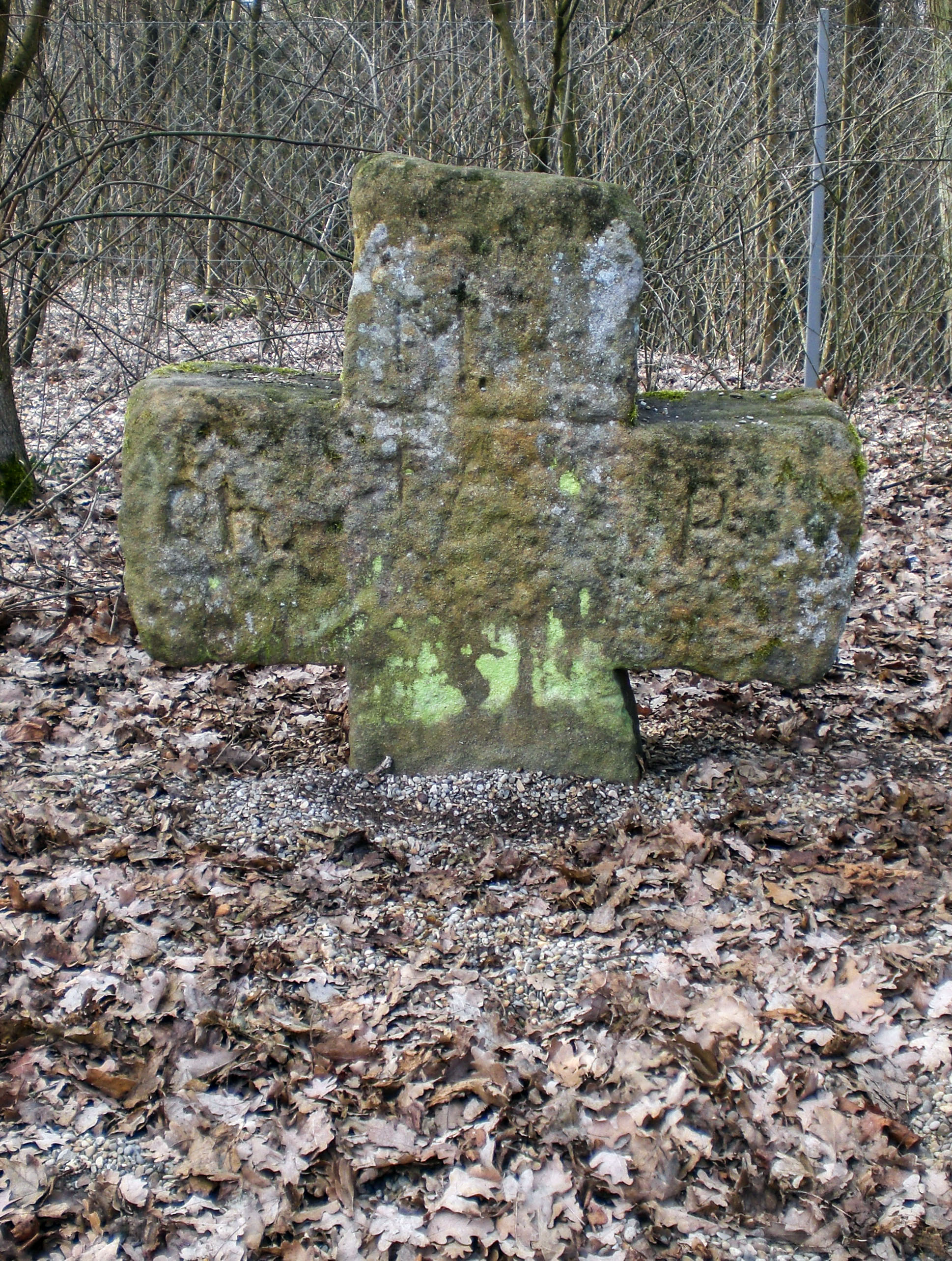
Sühnekreuz als Griechisches Kreuz ausgeführt

Das griechische Kreuz, auch gemeines Kreuz ist ein Kreuz mit vier gleich langen Seiten, die im rechten Winkel zueinander stehen.
Aus ihm leiteten sich zahlreiche weitere Formen ab (Jerusalemer Kreuz, Wiederkreuz, Kruckenkreuz, Radkreuz, Tatzenkreuz, Tolosanerkreuz, Schweizerkreuz u. a.). In speziellem Zusammenhang wird es Balkenkreuz genannt.

## Geschichte
Das griechische Kreuz wurde in verschiedenen Kontexten verwendet. Eine Vorform ist das aus dem iranischen Raum stammende Mithras-Kreuz, das noch zur Zeit Kaiser Konstantins d. Gr. als Symbol des Sol invictus (= unbesiegte Sonne) in Umlauf war.
In Skandinavien war es auf Bild- und Runensteinen das christliche Symbol.

## Heraldik
Das griechische Kreuz kommt u. a. im Staatswappen von Griechenland, Malta und in der Flagge der Schweiz vor. Von dort wurde es Henri Dunants Herkunft zu Ehren als Symbol des Roten Kreuzes übernommen.
Das Kreuz kann als gemeine Figur in der Heraldik, wie das gemeine Kreuz, abgewandelt werden. Beispielsweise stehen in einigen historischen Formen des Staatswappens Griechenlands die Längen der senkrechten und waagerechten Kreuzarme im Verhältnis 7:6 zueinander.

## Architektur

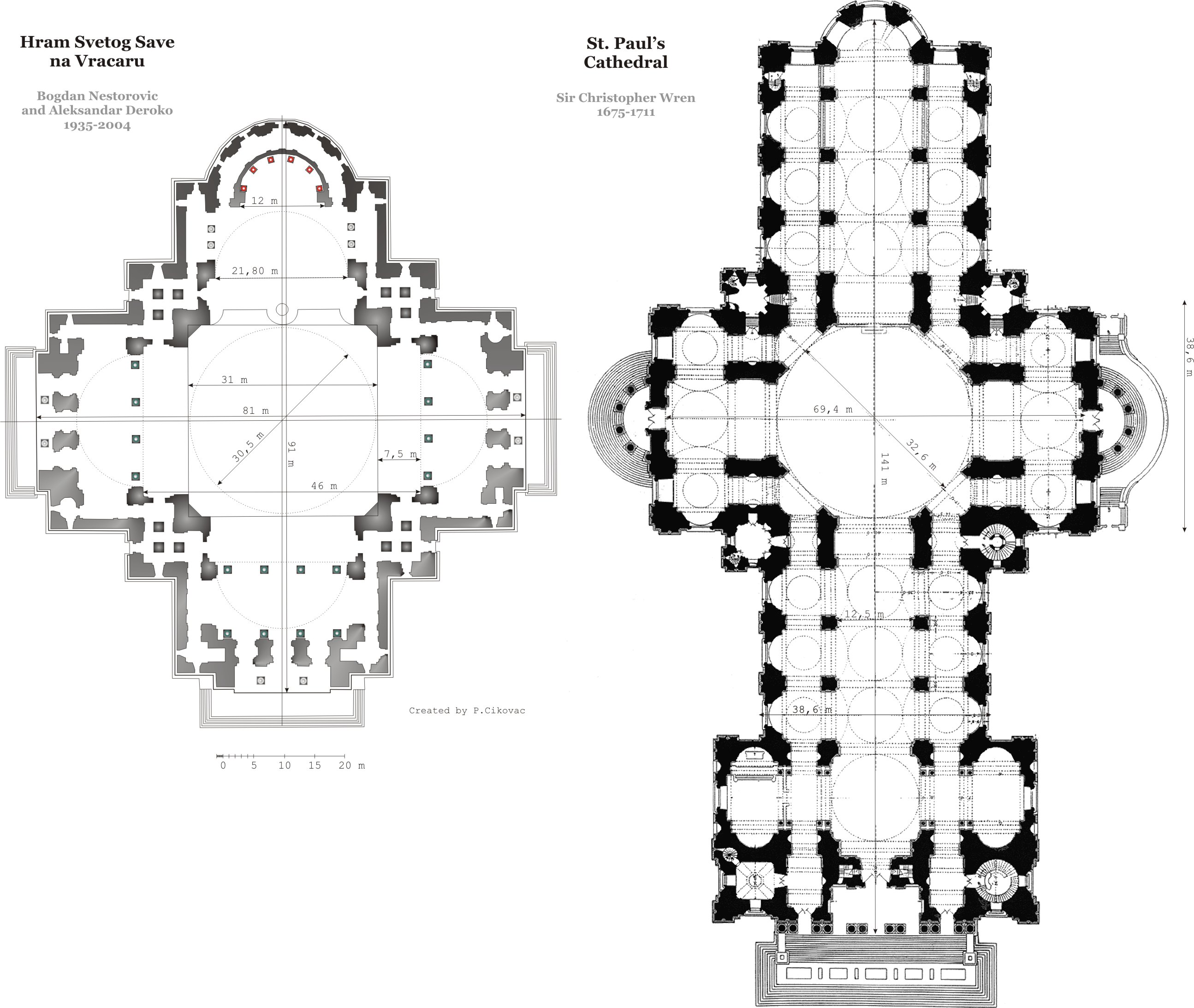
Beispiel für ein gleichseitiges Griechisches Kreuz im Kirchenbau. Daneben ein Lateinisches Kreuz

In der Architektur spielt das griechische Kreuz als Grundriss eine bedeutende Rolle, es symbolisiert den christlichen Glauben. Es ist eines der ältesten christlichen Symbole und die Balken bedeuten Erde und Himmel oder Raum und Zeit. Die ersten Bauten waren byzantinische und syrische Kirchen, in Europa entstanden auf dem Grundriss des griechischen Kreuzes große Bauwerke, meist als Zentralbauten. Als Zentralbau konzipierte Kirchen vor allem des christlichen Ostens haben oft den Grundriss eines griechischen Kreuzes, in der Renaissance wird das Motiv ebenfalls aufgegriffen, etwa durch Palladio bei seiner Villa La Rotonda.
Diese Kreuzform fand auch bei Sühnekreuzen Anwendung, kennzeichnend ist hierbei eine niedrige Gestalt des Kreuzes.